# Mike Gomes
Mike Gomes (Neuchâtel, 19 settembre 1988) è un calciatore svizzero, difensore dell'Hauterive.

## Carriera
Il 24 luglio 2012 il Servette lo fa firmare per sei mesi con un'opzione di altri sei mesi. Fa il suo esordio con la squadra ginevrina il 29 luglio 2012 allo Stade de la Pontaise contro il Losanna. Dopo una stagione ed aver disputato soltanto quattro partite con la squadra ginevrina, torna al Neuchatel Xamax.

## Palmarès

### Club

#### Competizioni nazionali
- Promotion League: 1

Neuchâtel Xamax: 2014-2015
- Challenge League: 1

Neuchâtel Xamax: 2017-2018